# Joan Vilanova Montañà
Joan Vilanova Montañà (Reus, 12 de maig de 1890 - 5 d'octubre de 1954) va ser un advocat i polític català.
Estudià Dret a la Universitat de Barcelona i s'hi llicencià el 1912. D'ideologia catòlica i monàrquica, va exercir diversos càrrecs públics a Reus, tals com el de jutge municipal i alcalde el 1929, i fins a febrer de 1930, que va presentar la dimissió, per la Unión Monárquica Nacional. Era terratinent i va ser el delegat a Reus de l'Institut Agrícola Català de Sant Isidre. Per l'octubre de 1934 va ser el principal impulsor de la secció reusenca d'Acció Popular Catalana. Amagat durant la guerra civil, el POUM va confiscar-li la casa, situada al carrer de sant Joan cantonada amb la plaça de Prim l'agost de 1936 per convertir-la en la seva seu. Tornat a Reus, va ser president de la Diputació de Tarragona el 1939 i el 1942. En la seva joventut col·laborà a la revista satírica La Kabila i més assíduament al Diari de Reus del qual en va ser director.